# Commiphora berardelli
Commiphora berardelli är en tvåhjärtbladig växtart som beskrevs av Emilio Chiovenda. Commiphora berardelli ingår i släktet Commiphora och familjen Burseraceae. Inga underarter finns listade i Catalogue of Life.